# Andrés S. Viesca
General Andrés Saturnino Jesús de los Dolores Viesca Bagües (Parras de la Fuente, Coahuila y Texas, 27 de noviembre de 1827 - Torreón, Coahuila, 5 de marzo de 1908) fue un destacado militar mexicano que peleó en la Guerra de Reforma y en la Segunda Intervención Francesa en México. Llegó a ser gobernador de Coahuila en varias ocasiones.

## Biografía
Nació en Santa María de las Parras  (hoy Parras de la Fuente), territorio de Coahuila y Texas, el 27 de noviembre de 1827, siendo hijo del matrimonio formado por don Andrés S. Viesca y Montes y de doña María de Jesús Bagües Urquidi. Fue sobrino de José María y Agustín Viesca y Montes. De tendencia liberal, apoyó a Santiago Vidaurri al desconocer al gobierno de Ignacio Comonfort.
Fue diputado de la Legislatura local que firmó la Constitución del Estado de Nuevo León y Coahuila en 1857. Reunió tropas en su región luchando en Coahuila y San Luis Potosí con el grado de teniente coronel. Continuó defendiendo al gobierno de Benito Juárez combatiendo a los imperialistas, obteniendo la victoria en la batalla de Santa Isabel, cerca de Parras, la cual marcó el inicio de la retirada de los invasores en el norte de México. Ascendió al grado de general de brigada por esta acción de guerra, recibiendo la felicitación del presidente Juárez.
Gobernó Coahuila en cuatro ocasiones:
- Del 6 de junio al 5 de octubre de 1864
- Del 7 de abril de 1865 al 21 de febrero de 1867
- Del 17 de marzo al 27 de agosto de 1867
- Del 2 de septiembre al 15 de diciembre de 1867

Su gestión administrativa fue constructiva, destacando las acciones de carácter educativo: el 1 de noviembre de 1867 fundó el Ateneo Fuente, institución de gran mérito en la educación coahuilense. Fue senador en dos ocasiones: en 1875 - 1876 y en 1888 - 1900.
Andrés S. Viesca contrajo matrimonio con su prima Felicia Gutiérrez Viesca, con quien tuvo 2 hijos. Falleció en Torreón el 5 de marzo de 1908. Su nombre se encuentra grabado en el Salón de Sesiones del Congreso del Estado de Coahuila. Sus restos descansan en la Rotonda de Coahuilenses Distinguidos en el Panteón de Santiago de Saltillo.